# Schmidinger
Schmidinger ist ein deutscher Familienname.

## Namensträger
- Dolores Schmidinger (* 1946), österreichische Schauspielerin und Kabarettistin
- Gerhard Schmidinger (* 1943), österreichischer Komponist
- Gregor Schmidinger (* 1985), österreichischer Drehbuchautor und Regisseur
- Hans Schmidinger (Bildhauer) (1912–1994), österreichischer Bildhauer, Maler und Restaurator
- Hans Schmidinger (Politiker) (1926–2010), österreichischer Politiker (ÖVP)
- Heinrich Schmidinger (Historiker) (1916–1992), österreichischer Historiker
- Heinrich Schmidinger (Philosoph) (* 1954), österreichischer römisch-katholischer Theologe, Rektor der Universität Salzburg
- Helmut Schmidinger (* 1969), österreichischer Komponist
- Johann Schmidinger (Verwaltungsjurist) (* 1862), deutscher Verwaltungsjurist und Bezirksoberamtmann
- Kajetan Schmidinger, österreichischer Organist
- Krista Schmidinger (* 1970), US-amerikanische Skirennläuferin
- Thomas Schmidinger (* 1974), österreichischer Politikwissenschaftler und Sozial- und Kulturanthropologe
- Walter Schmidinger (Eishockeyspieler) (auch Walter Schmiedinger; * 1919), deutscher Eishockeyspieler
- Walter Schmidinger (Schauspieler) (1933–2013), österreichischer Schauspieler